# 飓风埃丝特
飓风埃丝特（英語：Hurricane Esther）是第一个经卫星地图发现的热带气旋，也是1961年大西洋飓风季的第5个热带气旋、第5场获得命名的风暴和第5场飓风，于9月10日由佛得角群岛最南端西南偏西方向数百英里海域的一片扰动天气区域发展形成。低气压向西北方向移动，于9月11日达到热带风暴强度并获命名为“埃丝特”（Esther），并在次日增强为飓风。9月13日清晨，埃丝特蜿蜒向西移动并强化成大型飓风。接下来4天的时间里，风暴都保持在三级飓风强度，并逐渐朝西北偏西转向。9月17日晚，埃丝特增强成五级飓风，并于次日达到持续风速每小时260公里的最高强度。9月19日，风暴在北卡罗莱纳州近海向东北偏北蜿蜒行进，并在逼近新英格兰的过程中开始减弱，于9月21日降为三级飓风。次日清晨，埃丝特转向东进并迅速减弱成热带风暴。
接下来系统的行进路径形成了一个大范围的气旋环，再与9月25日迂回北上。次日清晨，埃丝特吹袭鳕鱼角，再在几小时后进入缅因湾。9月26日晚，风暴在缅因州东南部登陆，然后减弱成热带低气压，并在魁北克东南部上空转变成温带气旋。系统残留之后还持续存在了约12小时，于9月27日清晨消散。北卡罗莱纳州和新泽西州受到的影响很小，主要局限于强风和轻度海滩侵蚀，还有因风暴潮引发的沿海洪灾。纽约州因狂风而遭受了严重的农作物损失，还有超过30万电力用户失去供电。大浪造成沿海洪灾并令多艘游艇受损。马萨诸塞州也出现了与纽约州类似的情况。此外，有些地区的降雨量超过200毫米，导致地下室、地势低洼的道路和地下通道被淹。总体而言，埃丝特造成的损失较小，共计约为600万美元（1961年美元，相当于2025年的6118萬美元）。但是，风暴还造成美国海军的一架飞机在百慕大以北约190公里的大西洋海域坠毁，导致7人丧生。

## 气象历史
1961年9月10日，卫星图像显示一股位于热带大西洋中部上空的东风波有发展成热带气旋的潜力。埃丝斯虽然不是卫星成像的第一个飓风，但却是首个由卫星发现的。这股东风波的组织性逐渐增强，于9月11日发展成热带低气压。低气压向西北方向移动并迅速增强，于次日成为热带风暴并获命名成“埃丝特”（Esther）。
成为热带风暴后，埃丝特继续快速加强，于9月12日清晨达到飓风强度。接下来由于大西洋中部存在的高压脊影响，风暴开始转向西面移动，于9月13日成为大型飓风。之后的4天时间里，埃丝特继续向西北偏西方向移动并缓慢增强，于9月18日接近美国东海岸时达到每小时235公里的最大风速。然而在2018年，由美國國家海洋和大氣管理局主導的大西洋颶風再分析項目在對颶風埃絲特進行再分析後，認為它在此時已達到了每小時260公里、相當於五級颶風下限的最大風速，並將此結論列入HURDAT數據庫。
接下来由于有低压槽迎面而来，飓风开始转朝西北方向移动，之后再转向北上，对新英格兰各州构成威胁，但由于所进入的水域水温越来越低而逐渐减弱。9月21日，埃丝特在南塔克特岛拂过，然后在该岛东南海域形成反气旋循环，之后由于进入北大西洋，水温较低而迅速弱化为热带风暴。在另一个低压槽的影响下，风暴朝西北方向移动，并在穿越鳕鱼角的过程中转朝北面移动，最终于9月26日在缅因州南部实现最后一次登陆。埃丝特于次日成为温带气旋并向北离开缅因州，并于这天晚些时候被圣劳伦斯河河口附近一个更大的温带低气压吸收。

## 防灾措施
9月19日，弗吉尼亚州的诺福克有10000到15000人被疏散到应急避难场所，直到次日风暴从东面经过后才返回家园。美国国家气象局诺福克分局当时形容对本次飓风来袭所做的准备工作是“所见最为彻底的一次”，总部位于该市的海军船只和航空母舰启航前往开阔海域躲避风暴袭击，还有超过200架军用飞机转移到了远离海岸的内陆。
美国国家气象局在预计风暴有可能会在南、北卡罗莱纳州登陆后，于9月18日向从南卡罗莱纳州默特尔比奇到弗吉尼亚州诺福克之间的地区发布了烈风警告和飓风警告（当时没有发布热带风暴警告）。9月19日又向北卡罗莱纳州切里岬（Cherry Point）到弗吉尼亚海角地区发布了飓风警告，到了9月20日清晨，飓风已经从东部穿过，警告也相应中止。9月19日这天还向从新泽西州开普梅到马萨诸塞州海岸间地区发布了飓风观察预警，该预警也像飓风警告一样于9月20日中止。
随着埃丝特开始沿海岸线平行移动，9月20日，从长岛到马萨诸塞州普罗文斯敦（Provincetown）之间的沿海地区收到了飓风警告，并于9月21日清晨延伸至缅因州的东港。随着风暴开始远离新英格兰海岸，所有的飓风观察预警均于9月21日中止，所有的飓风警告也在当天晚些时候埃丝持经过南塔克特岛并减弱为热带风暴后降级为烈风警告，9月22日，风暴远离了海岸地区，所以警告也随之中止。埃丝特之后在西北大西洋完成了一次反气旋循环，9月25日，马萨诸塞州普罗文斯敦到缅因州东港再度收到烈风警告，并于次日风暴再度登陆缅因州后中止。两处海上侦察站的工作人员撤离，1961年1月时曾有另一处同类侦察站在风暴中坍塌，促使人们采用更高的安全标准。

## 影响和善后
由于飓风埃丝特没有造成严重的损失，因此其名称“埃丝特”（Esther）没有退役。不过截止2013年10月止，这个名称从1970年建立的前飓风名称列表上删除后还从未使用过。

### 北卡罗莱纳州和弗吉尼亚州
埃丝特的外侧边缘给北卡罗莱纳州带去了大风，持续风速每小时55公里，阵风风速则达到每小时95公里。威尔明顿报告出现了1.8米高的风暴潮。外滩群岛因风暴潮而出现轻度洪水和海岸侵蚀，道路受到严重破坏，但导致的财产损失却很小，威尔明顿地方气象局形容风暴的影响类似于一场轻度东北风暴。弗吉尼亚州东南部出现了高于正常水位0.6至1.2米的潮水，汉普顿锚地区域一些沿海高速公路因此被淹。由于海浪汹涌，诺福克地区还出现了程度较轻的海岸侵蚀。

### 中大西洋地区

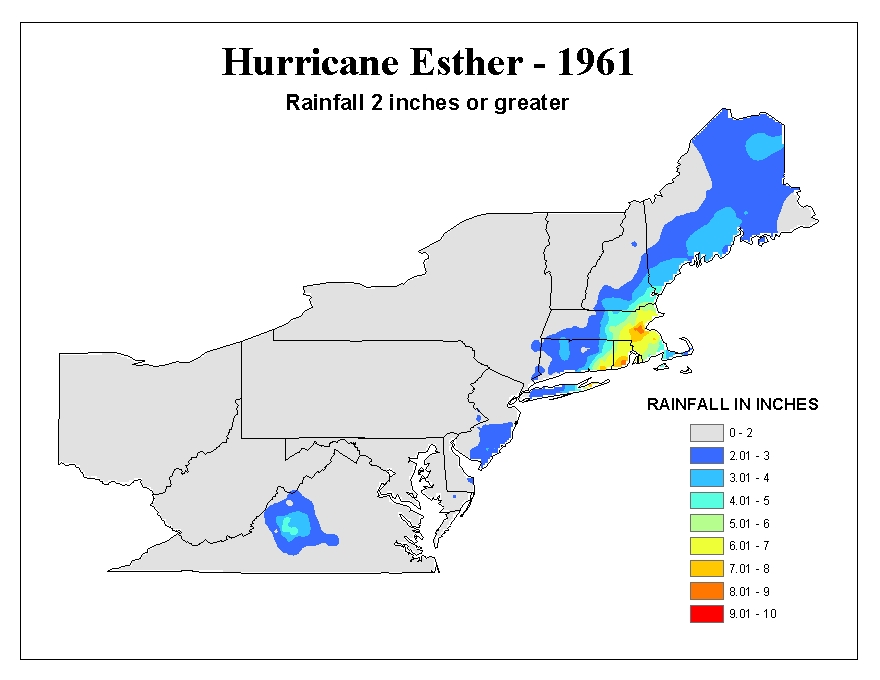
飓风埃丝特降雨总量

飓风埃丝特主要是给马里兰州和特拉华州沿岸地区带去了烈风强度的阵风和暴雨，这些地区还出现了超过正常水位约2米的风暴潮。马里兰州的海洋城（Ocean City）报告出现了时速70公里的阵风，风暴潮造成的洪水导致城市的海堤和海滨长廊受损。
新泽西州和纽约海岸报告受到了轻度或中度损害，其中最严重的发生在长岛。新泽西州的大西洋城报告的阵风时速为111公里，而在火岛（Fire Island）上的海岸警卫队工作站则记录下了时速达160公里的阵风。这些强风刮倒了多条供电线路，导致长岛出现大范围停电，约28万户居民家中没有电力供应。被刮断的供电线路和倒塌的电线杆以及风暴引发的轻度洪水还导致长岛上的公共交通出现延误。纽约市的皇后区和布鲁克林区也报道出现了轻度洪水。

### 新英格兰
飓风埃丝特给马萨诸塞州东部和新罕布什尔州南部带支了烈风或风暴强度的阵风，一些树木被刮倒，一些地方出现停电，但给这些地区造成的总体影响很小。降雨量从缅因州南部的25毫米到波士顿地区的约150毫米不等。风暴将南塔克特岛的一部分分离出来，这部分之后被称为埃丝特岛。飓风埃丝特总计造成了约600万美元（1961年美元，相当于2025年的6118萬美元）的损失。

### 海军飞机失事
飓风埃丝特导致一架美国海军飞机在百慕大以北约195公里处坠毁，有7人因这起事故丧生。失事地点附近当时有一艘商船“非洲先导号”（African Pilot），船长收到了百慕大海岸警卫队发来的信息，其中称“我们在那附近有架飞机遇上麻烦了……”这位船长于是将船只改道，以协助美国海岸警卫队搜寻失事的飞机。埃丝特给海域带去的大浪给搜救工作带来了困难，最终机上十人中仅有三人获救，其他七人之后被宣布在海上失踪。
根据幸存者向海岸警卫队的报告，飞机的一个发动机在风暴中失效并且失去了大部分电力，机组人员因此无法自动抛弃储水箱和关闭投弹仓的门。大家试图手动关闭投弹仓的门，但飞机这时已在鲨鱼出没的海域坠毁并解体。其中三人得以逃出下沉的飞机，但另外七人都因此遇难。三位幸存者获救前还受到了多条鲨鱼的袭击。

## 破风计划

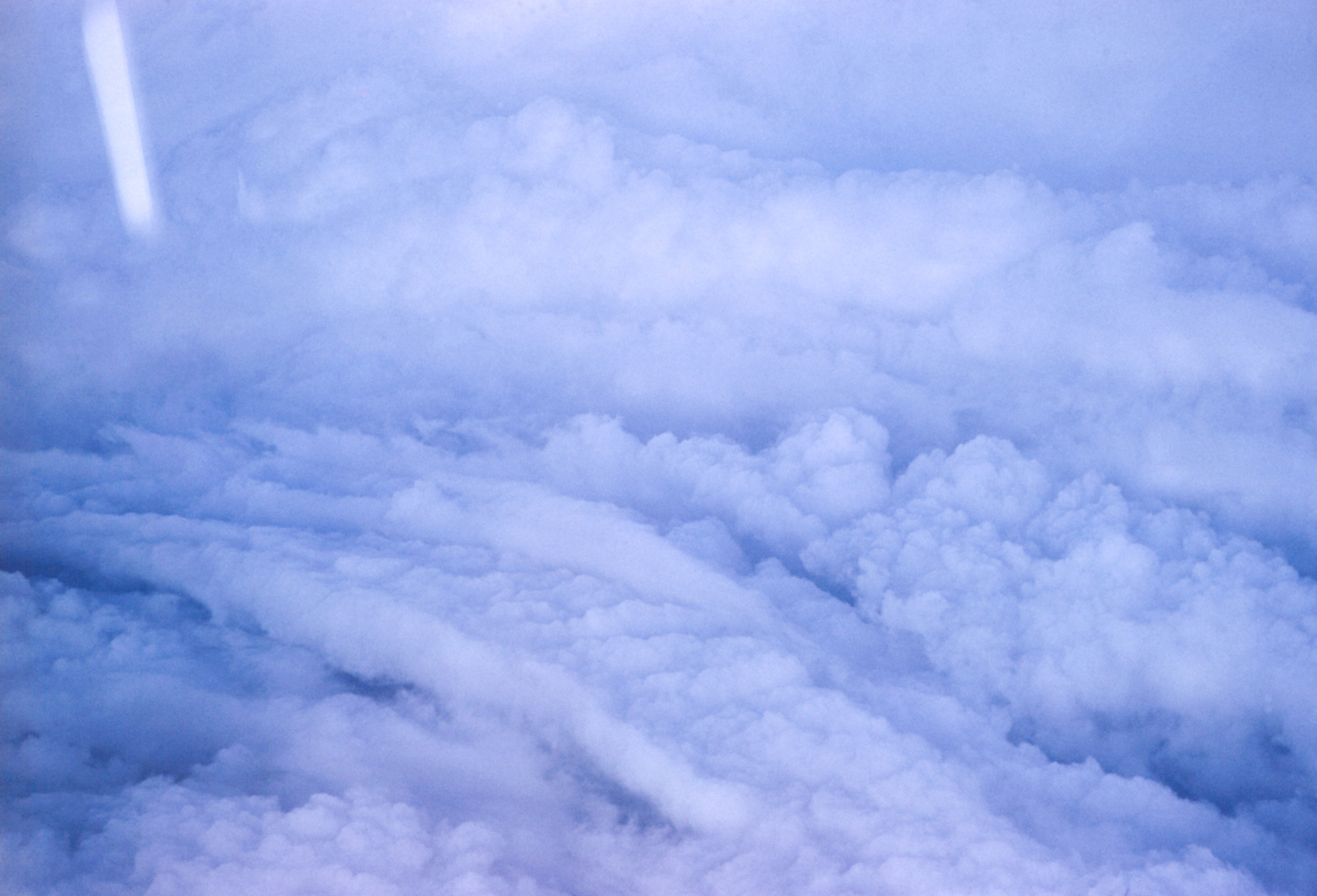
从一架气象局飞机上看飓风埃丝特的风眼

飓风埃丝特是美国海军和气象局合作执行的破风计划（Project Stormfury）的首批实验目标之一，这一实验旨在通过找到改变或削弱飓风强度的方法。9月16日，一架海军飞机飞入埃丝特位于波多黎各东北方向约645公里外的风眼中，向风暴中投放多罐碘化银。根据当时的报告，飓风似乎有减弱了约10个百分点。但是，这一过程只是临时性的，风暴很快就恢复到了原有的强度。另一架海军飞机次日再次飞入风暴中投放碘化银，但由于没有成功进入风眼，所以对风暴结构没有产生影响，风暴仍然在继续增强。虽然结果并不理想，但实验还是被认为获得了成功，破风计划也在之后于1962年建立。